# Lijst van gemeentepolitiekorpsen
Dit is een lijst van gemeentepolitiekorpsen in Nederland. De gemeentepolitie heeft in Nederland als organisatie bestaan tussen 1945 en 1993. In de toen doorgevoerde reorganisatie gingen de gemeentepolitie en de rijkspolitie op in de regiopolitie. In totaal waren er bij de opheffing in 1994 148 gemeentelijke politiekorpsen actief. Gemeenten met meer dan 25.000 inwoners kregen per definitie gemeentepolitie en gemeenten met minder dan 10.000 inwoners het korps Rijkspolitie. Al die gemeenten die daartussen zaten werden apart bekeken en daarna pas beslist. De burgemeesters kregen de verantwoordelijkheid over de organisatie van de gemeentelijke korpsen de minister van Justitie die voor het korps Rijkspolitie. 
In 1983 kwam een stopwet tot stand waarmee het automatisme van overgang van rijks- naar gemeentepolitie (en omgekeerd) verdween, hoewel toen nog een aantal gemeentepolitiekorpsen werd opgericht na aanname van de wet op uitdrukkelijk verzoek van de gemeente.

## Groningen
In de provincie Groningen beschikten acht gemeenten over een gemeentepolitiekorps:
Delfzijl, Groningen, Haren, Hoogezand-Sappemeer, Stadskanaal, Veendam, Vlagtwedde en Winschoten.

## Friesland
In Friesland telde de gemeentepolitie negen korpsen:
Achtkarspelen, Harlingen, Heerenveen, Leeuwarden, Opsterland, Smallingerland, Sneek, Tietjerksteradeel en Weststellingwerf.

## Drenthe
In Drenthe waren vier gemeenten die voldeden aan de norm voor een gemeentepolitie:
Assen, Emmen, Hoogeveen en Meppel.

## Overijssel
Elf gemeenten in Overijssel beschikten over een korps gemeentepolitie:
Almelo, Deventer, Enschede, Hardenberg, Hellendoorn, Hengelo, Kampen, Oldenzaal, Raalte, Steenwijk en Zwolle.

## Gelderland
Zestien Gelderse gemeenten hadden een eigen korps gemeentepolitie:
Apeldoorn, Arnhem, Barneveld, Culemborg, Doetinchem, Ede, Epe, Harderwijk, Nijmegen, Renkum, Rheden, Tiel, Wijchen, Winterswijk, Zevenaar en Zutphen.

## Utrecht
In de provincie Utrecht hadden tien gemeenten een gemeentelijk politiekorps:
Amersfoort, Baarn (wegens aanwezigheid Koninklijk Huis), De Bilt, Maarssen, Nieuwegein, Soest, Utrecht, Veenendaal, Woerden (tot 1989 behorend bij Zuid-Holland) en Zeist.

## Noord-Holland
21 gemeenten in Noord-Holland kenden een gemeentelijk politieapparaat:
Alkmaar, Amstelveen, Amsterdam, Beverwijk, Bloemendaal, Bussum, Haarlem, Haarlemmermeer, Heemskerk, Heemstede, Heerhugowaard, Den Helder, Hilversum, Hoorn, Huizen, Laren, Naarden, Purmerend, Velsen, Zaanstad en Zandvoort.

## Zuid-Holland
29 gemeenten in Zuid-Holland hadden een gemeentelijk korps:
Alphen aan den Rijn, Capelle aan den IJssel, Delft, Dordrecht, Den Haag, Gorinchem, Gouda, Hellevoetsluis, Katwijk, Krimpen aan den IJssel, Leerdam, Leiden, Leidschendam, Maassluis, Monster, Naaldwijk, Noordwijk, Papendrecht, Ridderkerk, Rijswijk, Rotterdam, Schiedam, Sliedrecht, Spijkenisse, Vlaardingen, Voorburg, Wassenaar, Zoetermeer en Zwijndrecht.

## Zeeland
In het Zeeuwse waren vier gemeentepolitiekorpsen te vinden:
Goes, Middelburg, Terneuzen en Vlissingen.

## Noord-Brabant
Negentien gemeenten in Noord-Brabant hebben ooit een gemeentepolitiekorps gekend:
Bergen op Zoom, Boxtel, Breda, Deurne, Eindhoven, Etten-Leur, Geldrop, Helmond, 's-Hertogenbosch, Oosterhout, Oss, Roosendaal en Nispen, Tilburg, Uden, Valkenswaard, Veghel, Veldhoven, Vught en Waalwijk.

## Limburg
Veertien gemeenten in Limburg kenden een gemeentepolitiekorps:
Brunssum, Geleen, Heerlen, Hoensbroek (opgeheven bij gemeentelijke herindeling per 1 januari 1982 naar Heerlen), Kerkrade, Landgraaf (wegens gemeentelijke herindeling opgericht vanaf 1 januari 1982), Maastricht, Roermond, Sittard, Stein, Tegelen, Venlo, Venray en Weert.

## Flevoland
In de jongste provincie van Nederland waren drie gemeentepolitiekorpsen actief:
Almere, Lelystad en Noordoostpolder (tot 1986 behorend bij Overijssel).